# Walka wręcz

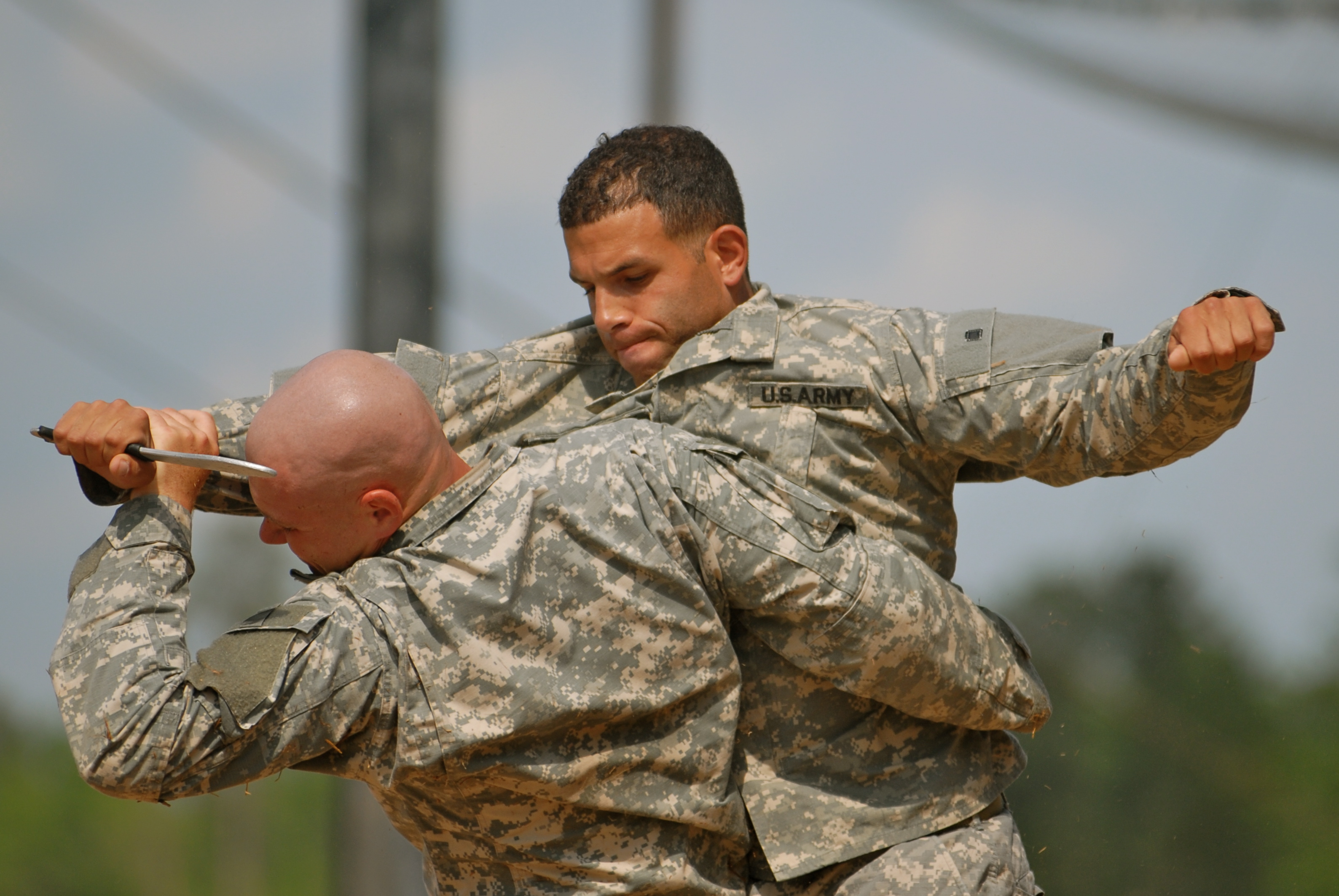
Trening walki wręcz przy wykorzystaniu chwytów i noża

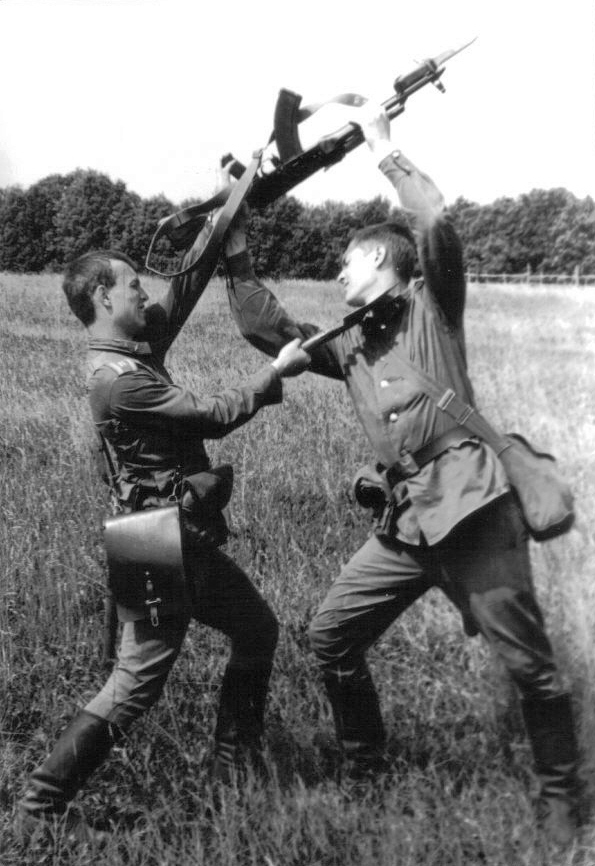
Trening walki wręcz przy wykorzystaniu karabinu z bagnetem i saperki

Walka wręcz – rodzaj walki na krótkim dystansie, umożliwiającym stosowanie uderzeń, chwytów, duszeń itp. oraz ciosów bronią białą (np. nożem, szablą, bagnetem) lub innymi podręcznymi przedmiotami. W trakcie walki wręcz, przeciwnicy mają ze sobą bezpośredni kontakt, co z zasady wyklucza stosowanie broni dystansowej.
Techniki walki wręcz często unifikowane są w systemy zwane sztukami walki, natomiast przeniesione na grunt sportowy są nieodłączną częścią sportów walki.